# Masdevallia flaveola
Masdevallia flaveola är en orkidéart som beskrevs av Heinrich Gustav Reichenbach. Masdevallia flaveola ingår i släktet Masdevallia och familjen orkidéer. Inga underarter finns listade i Catalogue of Life.